# Karnameh
Karnameh (en persan : کارنامه, Bilan) est une ancienne revue mensuelle iranienne de littérature fondée en 1997 par Houshang Golshiri et Negar Eskandarfar. Le mensuel était proche des milieux intellectuels laïques.
La publication de Karnameh a été interdite après 49 numéros pour « immoralité » par la commission de surveillance de la presse.